# 在ヨルダン日本国大使館
在ヨルダン日本国大使館（アラビア語: سفارة اليابان في الأردن、英語: Embassy of Japan in Jordan）は、ヨルダンの首都アンマンにある日本の大使館。在アンマン日本国大使館（アラビア語: سفارة اليابان في عَمّان、英語: Embassy of Japan in Amman）とも。

## 沿革
- 1954年、日本とヨルダンの間で外交関係が開設される[2]
- 1956年3月16日、非常駐の在ヨルダン日本国公使館（在ジョルダン日本国公使館[3]）の開設が定められる[4]
- 1962年3月20日、非常駐の公使館が在ヨルダン日本国大使館（在ジョルダン日本国大使館[3]）に昇格する[5]
- 1974年、アンマン常駐の在ヨルダン日本国大使館が開設される[2]

## 所在地
- 所在地: No.7, Fa'eq Halazon St, Between 5th and 6th Circle, North Abdoun, Amman[6]
- 私書箱: P.O. Box 2835, Amman 11181[6]